# Melanie Wald-Fuhrmann
Melanie Wald-Fuhrmann, geb. Wald (* 1979 in Schwerin) ist eine deutsche Musikwissenschaftlerin und Ko-Direktorin am Max-Planck-Institut für empirische Ästhetik in Frankfurt am Main.

## Leben und Wirken
Aufgewachsen in Schwerin, studierte Wald von 1997 bis 2002 Musikwissenschaft und Gräzistik in Rostock, Marburg, Salzburg und an der Freien Universität Berlin. Sie wurde durch ein Stipendium der Studienstiftung des deutschen Volkes gefördert. Von 2003 bis 2010 arbeitete sie am Musikwissenschaftlichen Institut der Universität Zürich, zunächst als wissenschaftliche Mitarbeiterin von Laurenz Lütteken, dann als Assistentin und Oberassistentin.
2005 wurde Wald dort mit einer Arbeit zu Athanasius Kirchers Musurgia universalis promoviert, die 2009 mit dem Max-Weber-Preis der Bayerischen Akademie der Wissenschaften ausgezeichnet wurde. 2009 erfolgte ihre Habilitation zum Thema Melancholie in der Instrumentalmusik um 1800. Diese Arbeit wurde mit dem Hermann-Abert-Preis der Gesellschaft für Musikforschung ausgezeichnet.
2010/11 war Wald-Fuhrmann Professorin für Musikwissenschaft an der Musikhochschule Lübeck. Von Oktober 2011 bis März 2013 lehrte sie an der Humboldt-Universität zu Berlin als Professorin für Musiksoziologie und Historische Anthropologie der Musik. Von April 2012 an war sie außerdem Prodekanin für Studium und Lehre an der dortigen Philosophischen Fakultät III. Seit 2013 ist sie eine der drei Direktoren des Max-Planck-Instituts für empirische Ästhetik in Frankfurt am Main.
Wald-Fuhrmann ist mit dem Wiener Musikwissenschaftler Wolfgang Fuhrmann verheiratet. Zwischen 2011 und 2013 war sie Leiterin des Berliner Lautarchivs, einer Sammlung der Humboldt-Universität. Sie ist seit 2018 Mitglied der Academia Europaea und seit 2023 Mitglied der Akademie der Wissenschaften und der Literatur in Mainz.

## Veröffentlichungen
- Welterkenntnis aus Musik. Athanasius Kirchers "Musurgia universalis" und die Universalwissenschaft im 17. Jahrhundert. Bärenreiter, Kassel 2006. ISBN 978-3-7618-1913-5.
- Mit Wolfgang Fuhrmann: Haydn und Bach. Carus Stuttgart 2010. ISBN 978-3-89948-153-2.
- "Ein Mittel wider sich selbst". Melancholie in der Instrumentalmusik um 1800. Bärenreiter, Kassel 2010. ISBN 978-3-7618-2197-8.
- Steinbruch oder Wissensgebäude? Zur Rezeption von Athanasius Kirchers "Musurgia Universalis" in Musiktheorie und Kompositionspraxis. Schwabe Verklag, Basel 2013, ISBN 978-3-7965-2898-9.
- Mit Lena van der Hoven: La musique, c'est moi! Friedrichs II. klingender Weg zur historischen Größe. Vergangenheitsverlag, Berlin 2013. ISBN 978-3-86408-151-4.
- Mit Klaus Pietschmann: Der Kanon der Musik: Theorie und Geschichte. Ein Handbuch. Ed. Text + Kritik, München 2013. ISBN 978-3-86916-106-8.
- Mit Wolfgang Fuhrmann: Ahnung und Erinnerung. Die Dramaturgie der Leitmotive bei Richard Wagner. Bärenreiter Verlag, Kassel 2013. ISBN 978-3-7618-2269-2.
- Mit Christiane Wiesenfeldt: Der Komponist Friedrich Ludwig Aemilius Kunzen (1761-1817). Gattungen. Werke. Kontexte. Böhlau Verlag, Köln/Wien 2015. ISBN 978-3-412-22275-8.
- Mithrsg.: Wirkungsästhetik der Liturgie : Transdisziplinäre Perspektiven, Pustet, 2020.